# Mosia nigrescens
Mosia nigrescens é uma espécie de morcegos da família Emballonuridae. É encontrado na Indonésia, Papua-Nova Guiné e Ilhas Salomão.